# Partija ujedinjenih penzionera Srbije

Logo der PUPS

Die Partija ujedinjenih penzionera Srbije (serbisch-kyrillisch Партија уједињених пензионера Србије), deutsch: Partei der vereinigten Pensionäre Serbiens – abgekürzt PUPS, ist eine Partei in Serbien.
Die Partei PUPS wurde am 10. Mai 2005 amtlich registriert. Parteiführer ist Jovan Krkobabić. Die PUPS nahm erstmals 2007 in einer Listenverbindung mit der Sozialistischen Partei Serbiens und Einiges Serbien an den Parlamentswahlen in Serbien teil. 2008 gewann sie mit der gleichen Listenverbindung fünf Sitze.

## Wahlergebnisse
| Wahlergebnisse Parlamentswahlen | Wahlergebnisse Parlamentswahlen | Wahlergebnisse Parlamentswahlen | Wahlergebnisse Parlamentswahlen | Wahlergebnisse Parlamentswahlen |
| Jahr                            | Sitze                           | Koalition                       | im Parlament vertreten          |                                 |
| ------------------------------- | ------------------------------- | ------------------------------- | ------------------------------- | ------------------------------- |
| 2007                            | 0/250                           | Koalition mit der SDP           | nein                            |                                 |
| 2008                            | 5/250                           | Koalition mit SPS & JS          | Regierungsbeteiligung           |                                 |
| 2012                            | 12/250                          | Koalition mit SPS & JS          | Regierungsbeteiligung           |                                 |
| 2014                            | 12/250                          | Koalition mit SPS & JS          | Opposition                      |                                 |
| 2016                            | 9/250                           | Koalition um die SNS            | ja, regierungsunterstützend     |                                 |